# エウゲニウス4世 (ローマ教皇)
エウゲニウス4世（Eugenius IV, 1383年 - 1447年2月23日）は、バーゼル公会議の際のローマ教皇である（在位：1431年 - 1447年）。

## 生涯
ヴェネツィアの裕福な商人の家に生まれる。本名はガブリエッロ・コンドゥルマーロ。教皇グレゴリウス12世は伯父、パウルス2世は甥に当たる。伯父の引き立てで出世し1407年にシエナ司教、翌1408年5月には枢機卿となる。コンスタンツ公会議に枢機卿として参加、公会議で選出されたマルティヌス5世にアンコーナとボローニャの行政長官に任じられ、1431年に逝去したマルティヌス5世の後任の教皇に選ばれた。
先代のマルティヌス5世が取り組んでいた難問の処理に当たり、百年戦争の当事国フランスとイングランド・ブルゴーニュの和睦問題には先代の側近である教皇使節ニッコロ・アルベルガティ枢機卿に一任、ボヘミアのフス戦争はフス派の内部分裂で穏健派が急進派を壊滅させ、残った穏健派がカトリックと和睦、エウゲニウス4世も1436年に承認したことで終結した。1431年7月、スイスのバーゼルで公会議が開催（先代の際に決まっていたもの。教皇は出席せず代理を派遣？）、教皇側と公会議主義者の主張が対立したがローマ王ジギスムントの調停で辛うじて決裂は回避され、1433年5月にジギスムントを神聖ローマ皇帝として戴冠させた。
しかし足元は不安定で、1434年に先代の一族・コロンナ家と対立してローマを追われフィレンツェ等に逃亡、9年後の1443年までローマに帰還出来なかった。一方でローマ・ラ・サピエンツァ大学の再建（1431年）、ラテラノ宮殿の改修や城壁、橋の修復などローマの都市復興にも努めた。
折りしも東ローマ帝国皇帝ヨハネス8世パレオロゴスがオスマン帝国の脅威に対抗するため、教皇に十字軍遠征を呼びかけてもらうためにヨーロッパを訪問、東方教会との合同会議の機運が起こり、1438年1月にエウゲニウス4世はイタリアのフェラーラへ公会議を移す。これに反対する公会議主義者らはフランス・ドイツの支持を受け、バーゼルに留まり、1439年11月にサヴォイア公アメデーオ8世を教皇に選出した（対立教皇・フェリクス5世。1449年に公会議解散により廃位）。
フェラーラにコンスタンティノープル、アレクサンドリア、エルサレムなど正教会側も集まったが、疫病の流行などがあり、1439年にメディチ家当主コジモ・イル・ヴェッキオの支援を受け、公会議をフィレンツェに移した。ここで合同の公会議が行われ、東西教会の合同、教皇首位説が決議され1445年に閉会した（フィレンツェ公会議）。
ただし、コジモがスフォルツァ家と結んだことで、激怒した教皇は1443年から1447年まで、教皇庁でのメディチ家の特権を取り消したという。また、フランス王シャルル7世がフランス教会への教皇権を制限して教皇と対立（ガリカニスム）、東西教会の合同も十字軍が結成されないことに失望した東方教会側が合同を取り消し、1444年にヴァルナの戦いで自ら組織した十字軍がオスマン帝国軍に敗れ、ポーランド兼ハンガリー王ヴワディスワフ3世が戦死する壊滅的被害を受けるなど外交で多くの失敗も見られた。

## 先住民の奴隷化反対運動
1435年1月13日、エウゲニウス4世はフィレンツェで教皇勅書「シクト・ドゥドゥム」を公布した。カナリア諸島の全先住民の奴隷化を禁止したものである。